# Route 198 (Québec)
Pour les articles homonymes, voir Route 198.
La route 198 (R-198) est une route nationale québécoise d'orientation est / ouest située sur la rive sud du fleuve Saint-Laurent. Elle dessert la région administrative de la Gaspésie–Îles-de-la-Madeleine sur la rive-sud du fleuve Saint-Laurent.

## Tracé

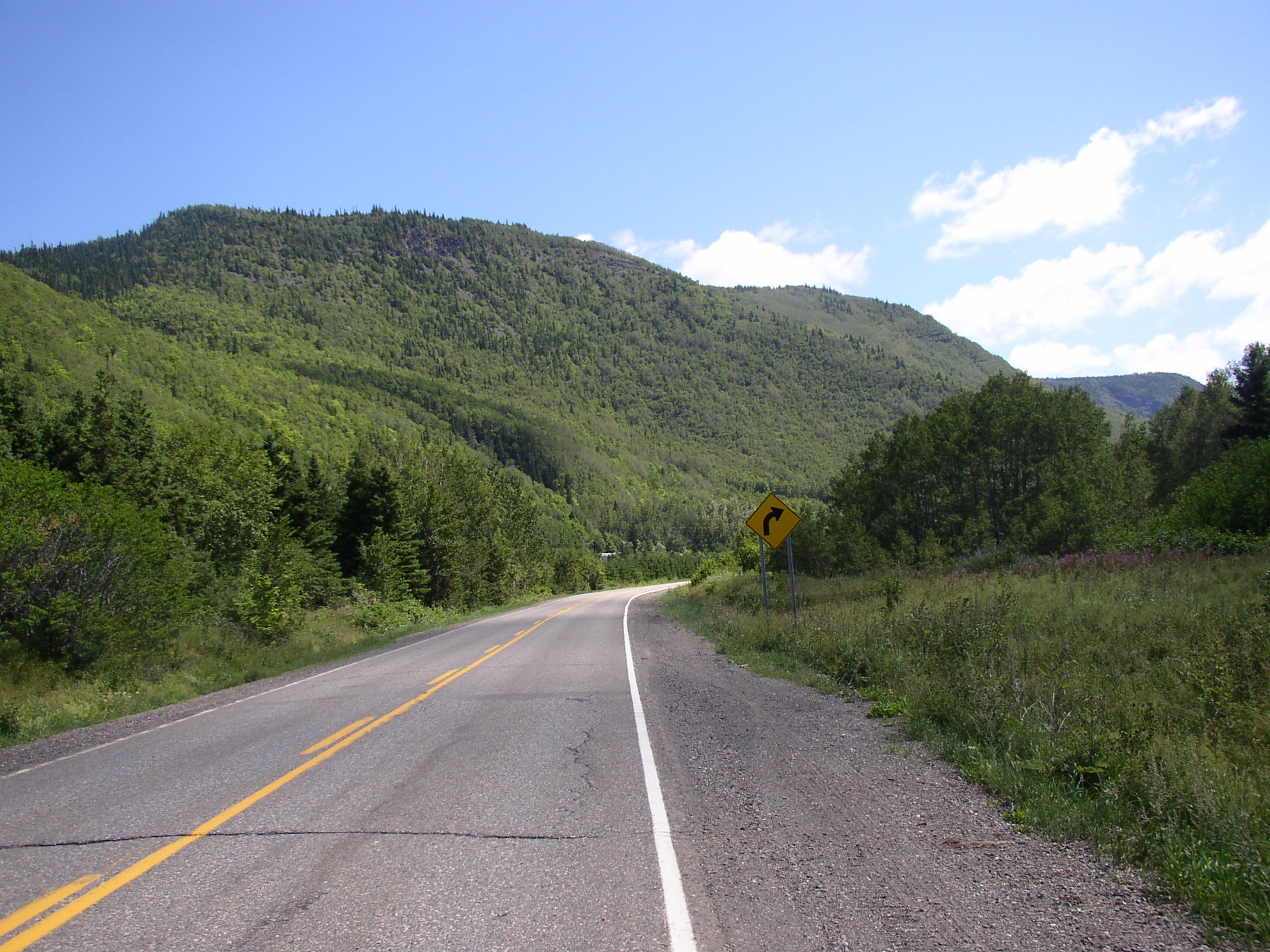
La route 198 en août 2008

La route 198 débute à L’Anse Pleureuse de Saint-Maxime-du-Mont-Louis, sur la route 132, aux abords du fleuve Saint-Laurent et se dirige vers le sud-est. Elle traverse Murdochville, avant d'adopter une orientation est et d'atteindre à sa destination finale, Gaspé, où elle se termine sur la route 132. Sur son chemin, elle traverse les Appalaches cœur de la péninsule gaspésienne. Elle est la seule route qui relie Murdochville au reste de la province tout en étant une route plus directe que la route 132 pour se rendre à Gaspé. Cette dernière traverse plusieurs petites villages sur la côte alors que la 198 traverse uniquement Murdochville.

## Localités traversées (de l'ouest vers l'est)
Liste des municipalités dont le territoire est traversé par la route 198, regroupées par municipalité régionale de comté.

### Gaspésie—Îles-de-la-Madeleine

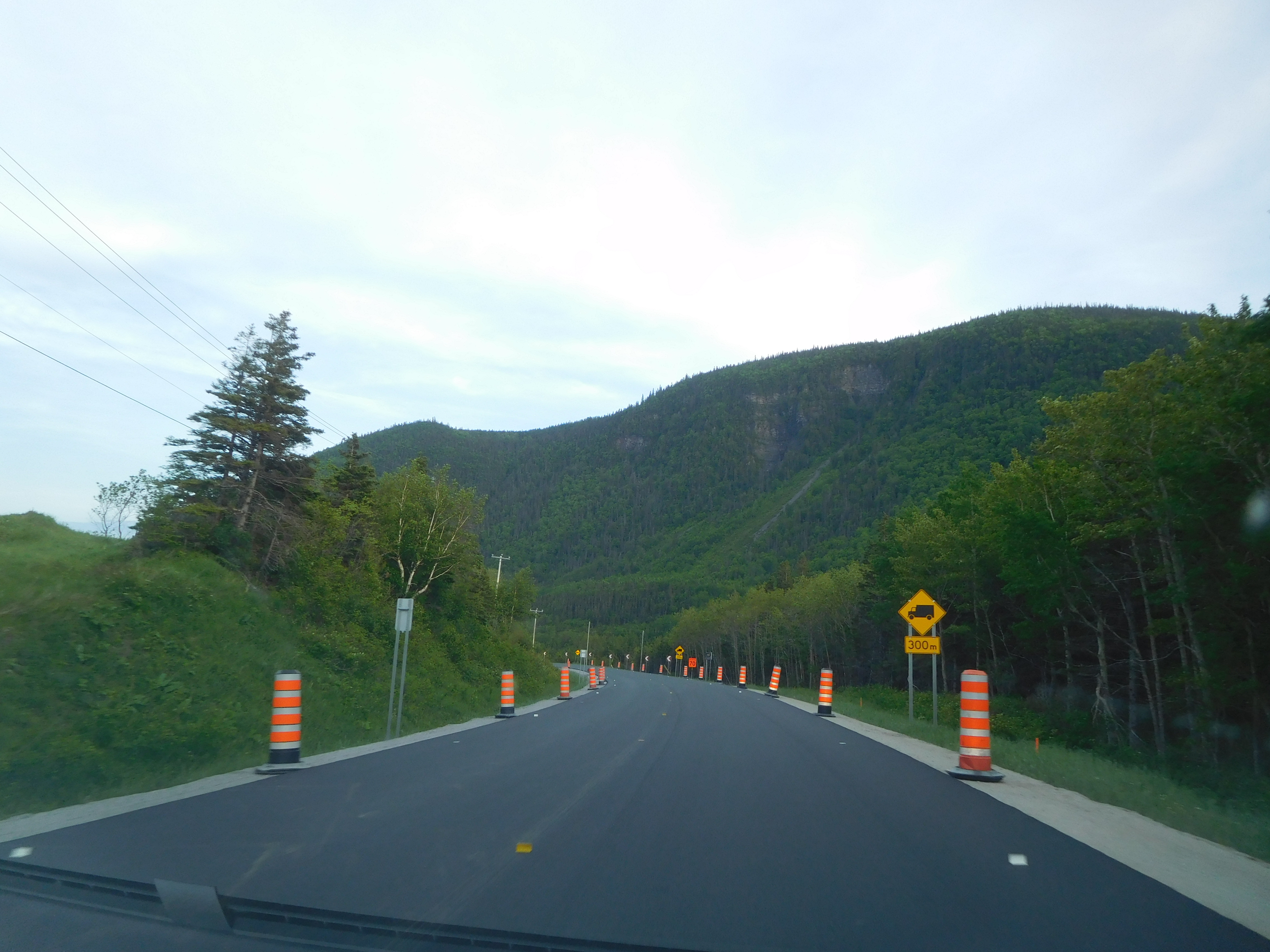
La route du Lac à L'Anse-Pleureuse

La Haute-Gaspésie
- Saint-Maxime-du-Mont-Louis
- Mont-Albert (TNO)

La Côte-de-Gaspé
- Murdochville
- Collines-du-Basque (TNO)
- Rivière-Saint-Jean (TNO)
- Gaspé

## Intersections majeures
| MRC                     | Municipalité               | km     | Destinations                         | Notes                                     |
| ----------------------- | -------------------------- | ------ | ------------------------------------ | ----------------------------------------- |
| La Haute-Gaspésie       | Saint-Maxime-du-Mont-Louis | 0,00   | R-132 – Sainte-Anne-des-Monts, Gaspé |                                           |
| La Côte-de-Gaspé        | Murdochville               | 39,80  |                                      |                                           |
| La Côte-de-Gaspé        | Gaspé                      | 132,70 | R-132 ouest – Sainte-Anne-des-Monts  | Terminus ouest du multiplex avec la R-132 |
| La Côte-de-Gaspé        | Gaspé                      | 133,30 | R-132 ouest – Sainte-Anne-des-Monts  | Terminus est du multiplex avec la R-132   |
| La Côte-de-Gaspé        | Gaspé                      | 140,50 | R-132 est – Haldimand                |                                           |
| - Terminus de multiplex |                            |        |                                      |                                           |